# Gledzianówek
Gledzianówek – wieś w Polsce położona w województwie łódzkim, w powiecie łęczyckim, w gminie Witonia.
W latach 1975–1998 miejscowość administracyjnie należała do województwa płockiego.
W miejscowości działało państwowe gospodarstwo rolne.
Częścią wsi Gledzianówek są Krokorczyce.
Miejscowość Gledzianówek posiada wspólną historię razem z miejscowością Gledzianów – podział Gledzianowa na dwie części w około XV i XVI wieku.
Najstarsza wzmianka dotycząca Gledzianowa w źródłach pisanych pojawia się w 1335 r. (KDW. 199) kiedy to Kazimierz Wielki stwierdził, że jego podwładny, podczaszy Felisław z Gledzianowa (Phalislaus de Gledzanow suppincera noster) został oczyszczony wyrokiem królewskim od zarzutu nienależenia do stanu szlacheckiego. Następne w 1386 r. w księgach sądowych miasta Łęczycy pojawiają się pierwsi właściciele dóbr Gledzianowskich.
Pierwsi właściciele wsi, którzy w dokumentach łacińskich z XIV w. początkowo pisali się „z Gledzianowa” (Gledzianowo, Ględzianowo lub Glendzianowo) używali tego jako przydomku, który z czasem przybrał formę nazwiska.
S. Zajączkowski zaliczył wieś do grupy punktów osadniczych, które były wsiami dziesiętnymi kolegiaty łęczyckiej konsekrowanej w 1161 r. S. Wojtkowiak ustalił, że Gledzianów jest ulicówką; ten tym osiedla jego zdaniem najintensywniej tworzył się w X–XIII w., choć część ulicówek ma młodsze pochodzenie. Biorąc pod uwagę powyższe ustalenia, przypuszczalnie Gledzianów mógł powstać w X lub XI w.
Na podstawie ksiąg sądowych łęczyckich z lat 1385–1419, Gledzianów miał kilku współwłaścicieli z rodu Gledzianowskich którzy mieli być Roliczami. Zapiska z 1386 r. wymienia Aleksego podającego się z Gledzianowa, oraz jego syna Szymona. Sam Szymon występuje też w latach 1393–1399. W zapisce z 1388 r. Klemens z Pokrzywnicy herbu Jelita, chorąży łęczycki wymienia Aleksego z Gledzianowa jako swojego stryja.
Około 1390 roku Gledzianów lub jego część dziedziczy Jan Gledzianowski, który ma sprawę w Łęczycy w 1389 r. W źródłach w latach 1389–1399 występuje również jego syn Jan Białek Gledzianowski. W 1399 r. Jan Białek z Gledzianowa ma sprawę przeciwko Piertaszowi ze Strzegocina.
Uruski w swym herbarzu wśród Gledzianowskich herbu Rola z Ziemi Łeczyckiej, wymienia Wojciecha (Alberti) Gledzianowskiego, miecznika łęczyckiego w latach 1487–1496, podstarostę łęczyckiego w latach 1500–1506, kasztelan brzeziński 1498–1512, a następnie w latach 1512–1514 kasztelana łęczyckiego. Ten sam Wojciech Gledzianowski, tym razem z przydomkiem de Parzęczewo (Alberto Glandzanowski de Parzynczewo) występuje jako uczestnik sejmików łęczyckich w latach 1485–1488, z urzędu miecznika łęczyckiego.
Zapewne w XV lub XIV w nastąpił podział wsi na dwie wsie należące do różnych parafii, które można identyfikować z dzisiejszym Gledzianowem i Gledzianówkiem.
Lustracje dóbr archidiecezji gnieźnieńskiej z lat 1511–1523 (Liber Beneficiorum) wymieniają wieś Gledzianowo „Glandzanowo, Glandzyanowo maior” w parafii Witonia oraz Glendzanowo w parafii Strzegocin. Wydaje się, że określenie „maior” co oznacza „Większe” przy Gledzianowie w parafii Witonia użyto pomyłkowo. Powinno być „minor”.
Rejestry skarbowe z 1576 r. wymieniają też dwie własności:
- Gledzianowo (prawdopodobnie dzisiejszy Gledzianówek) należące obecnie do parafii Witonia, z której pobór płaci Jan Pstrokoński,
- Glendzianowo maior (Gledzianowo Większe lub Gledzianów Wielki), prawdopodobnie dzisiejszy Gledzianów należące obecnie do parafii Strzegocin było w rękach kilku współwłaścicieli. Działy posiadali też: Maciej i Franciszek Gajewscy, Wawrzyniec i Jakub Obidowscy oraz Maciej, Paweł i Walenty Glendzianowscy Białkowie.

Na przełomie lat 1596–1628 w księgach ziemskich łęczyckich można spotkać Stanisława Gledzianowskiego syna Pawła, oraz Jana Gledzianowskiego syna Walentego.
Lustracja dóbr Strzegocina i Kuchar z 1744 r. wspomina Magnuskiego, który pisze się heres czyli dziedzicem Gledzianowa lub jego części. (Gr. łęczyckie oblaty nr.24). Do Magnuskich w tym czasie należały też inne dobra, m.in. część Strzegocina w posiadaniu Andrzeja Magnuskiego, który był też w posiadaniu pobliskiego Młogoszyna. Byli spokrewnieni z Grabskimi h. Pomian z Witoni.
W tym czasie właścicielem Gledzianowa pisze się też Marcin Kraśnicki h. Rawicz cześnik brzeziński (od 1750 r. zm. 1768). Żoną jego była Józefa z Plichtów. Ten sam Marcin Kraśnicki w 1754 roku był świadkiem ślubu Zygmunta Grabie Grabskiego dziedzica na Korytach z Eufrozyną Bratoszewską, który odbył się w Topoli Królewskiej.
Następnie ok. 1772 r. dziedzicami Gledzianowa piszą się synowie Marcina: Antoni, skarbnik 1777 r. następnie cześnik brzeziński 1788, dziedzic Gledzianówka żonaty z Rozalią Dąbską oraz Józef Kraśniccy. Ponadto Antoni był właścicielem Pokurczyc koło Łęczycy, które w 1794 wydzierżawił Walentemu Grabskiemu do którego niegdyś należały Kuchar k.Strzegocina.
Potwierdza to spis właścicieli i posesorów dóbr ziemskich dokonany w latach 1783–1784, gdzie dziedzicem kompleksu Gledzianowskiego wymienia Kraśnickiego (zapewne Antoniego), skarbnika brzezińskiego. Do niego również należały pobliskie Krokorczyce.
Na początku XIX w. lub już pod koniec XVIII w. Gledzianów przeszedł w ręce Bagniewskich herbu Bawola Głowa.
Urodzony w 1762 r. w Śleszynie (gm. Żychlin) Franciszek Salezy Bagniewski, pełnił funkcje m.in. sędziego pokoju okręgu łęczyckiego. W latach 1810–1812 należał do wolnomularstwa polskiego, afiliował (utworzył filię) w Łęczycy w 1812 pod nazwą „Prawdziwe Braterstwo”. Właściciel dóbr Śleszynka, Białej, Szczytowa, Grzybowa i Zalesia a potem Gledzianowa i Gledzianówka. Żoną jego była Agnieszka ze Święcickich. Jego ojcem był też Franciszek Bagniewski, stolnik Inowłodzki w 1736 r, w tym czasie dziedzic na Śleszynie i Śleszynku (Castr.Lanc.Obl.15, s.91).
Miał dwóch synów: Feliksa Antoniego oraz Adama Stefana.
Feliks Antoni (ur. w 1802 w Gledzianowie), absolwent Prawa i Administracji UW. Dziedzic dóbr Śleszyn oraz Gledzianówek. Ożeniony z Albertyną Chodecką.
Adam Bagniewski (1803–1873), urodzony we wsi Zarębów k. Kutna, znany bankier, członek Rady Stanu Królestwa i dyrektor Komisji Skarbu, twórca stosowanych do dziś pojęć zakresu bankowości i kredytu. Dziedzic Gledzianowa (prawdopodobnie wraz z bratem) oraz Sronczyna i Cycowa (woj. lubelskie).
W 1846 r. w dziedziczonym majątku Gledzianów (40 włók=ok.680 ha) przeprowadził oczynszowanie chłopów (było to zwolnienie chłopów z odrabiania pańszczyzny w zamian za roczną, kwartalną lub miesięczną opłatę za dzierżawienie), w latach 60. był członkiem Towarzystwa Rolniczego. Od 1866 do końca życia był członkiem Rady Zarządzającej Drogą Żelazną Warszawska-Bydgoską.
Dwukrotnie żonaty, 1–mo z Anną z Gederów, 2–do z Felicją z Pniewskich. Zmarł w Warszawie. Pochowany na Powązkach. W Witońskim kościele parafialnym znajduje się tablica pamiątkowa poświęcona pamięci Adama Bagniewskiego.
Majątek Gledzianów dziedziczył drugi z synów Adama – Józef Bagniewski. Jego żoną była Agnieszka Kurczyńska. Józef Bagniewski był także właścicielem lub dzierżawcą dóbr w Miłonicach k./ Krośniewic, które ostatecznie po ożenku córki Konstancji Bagniewskiej z Michałem Walewskim kpt. Wojsk Polskich i dowódcą 2 Pułku Mazurów w Powstaniu Listopadowym, zostały jemu zbyte.
Na początku XX w. Gledzianów mógł przejść w ręce Orsettich herbu Złotokłos, a następnie Zabłockich h. Łada. Na cmentarzu w Strzegocinie znajduje się pomnik Ludwika Orsettiego, właściciela dóbr Gledzianów (ur. w Oporowie 6 VIII 1879, zasnął w Bogu w Gledzianowie 7 VI 1914) oraz tablica Karoliny z Orsettich Zabłockiej (urodzona w Lesznie 30 października 1831 roku zgasła w Gledzianowie 6 września 1905 roku).
Wykaz właścicieli ziemskich dawnego województwa łódzkiego z 1930 roku, jako właściciela Gledzianówka podaje Bolesława Nachtmana. To samo źródło jako właściciela Gledzianowa wymienia Magdalene Grodecką
Obecnie w Gledzianowie znajduje się park dworski, krajobrazowy z II poł. XIX w. W Gledzianówku znajduje park dworski, krajobrazowy z przełomu XVIII w. i XIX w.